# 望德聖母灣自動步行系統

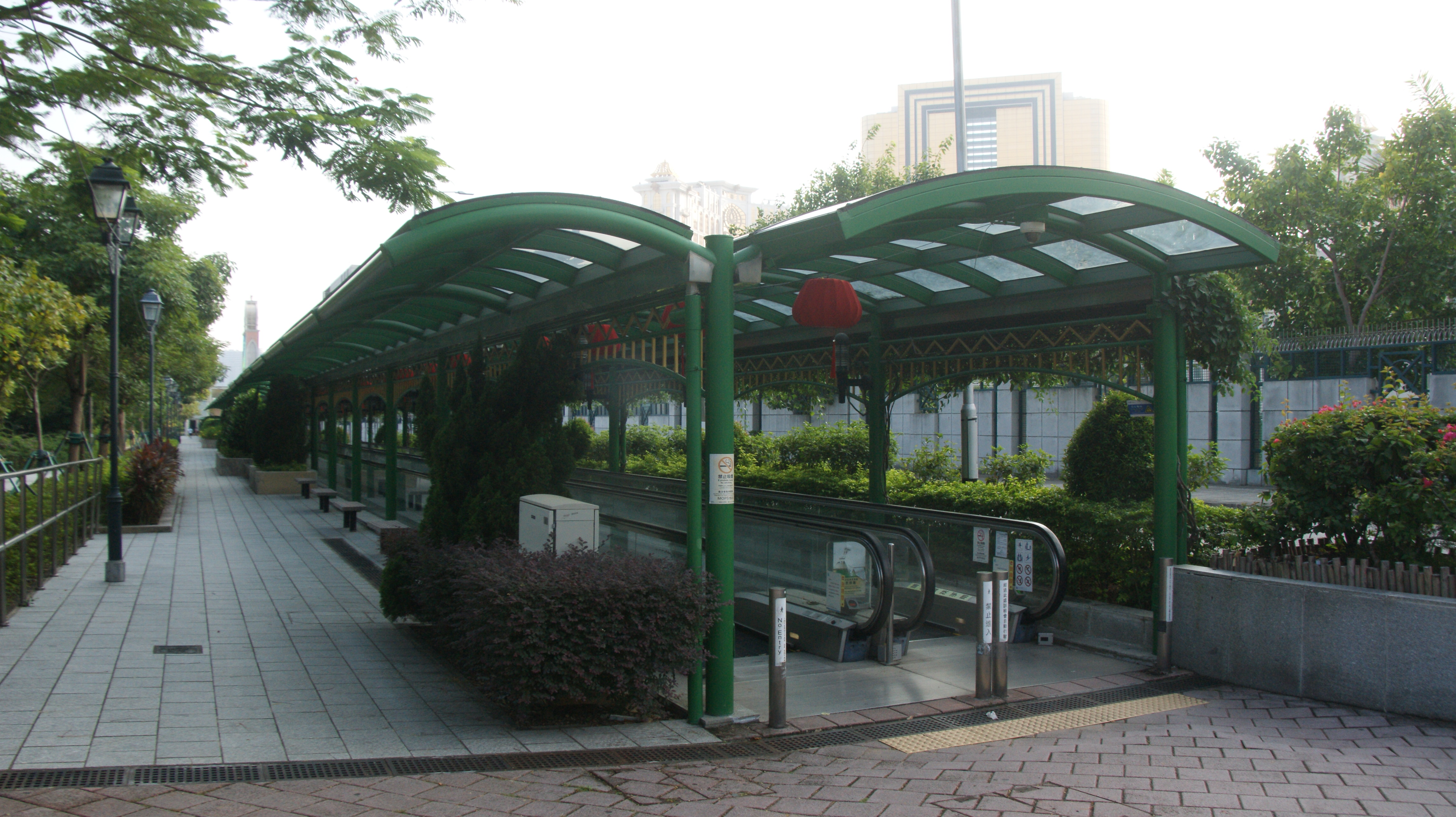
望德聖母灣自動步行系統（十字花園出入口）

望德聖母灣自動步行系統，政府官方及工程名稱：望德聖母灣大馬路步行系統（葡萄牙語：Sistema automático de circulação pedonal em ligação entre o bairro antigo da Taipa e o Cotai）是一條由電動步道及行人天橋組成的系統，是澳門特別行政區、氹仔島及路氹城由澳門特別行政區政府興建的首條自動步行系統，橫跨望德聖母灣街（十字花園）及望德聖母灣大馬路，連接氹仔舊城區及路氹城；另外於靠近望德聖母灣大馬路一側興建一條行人天橋橫跨該馬路，兩端設有電動扶手電梯、升降機及樓梯。

## 沿革

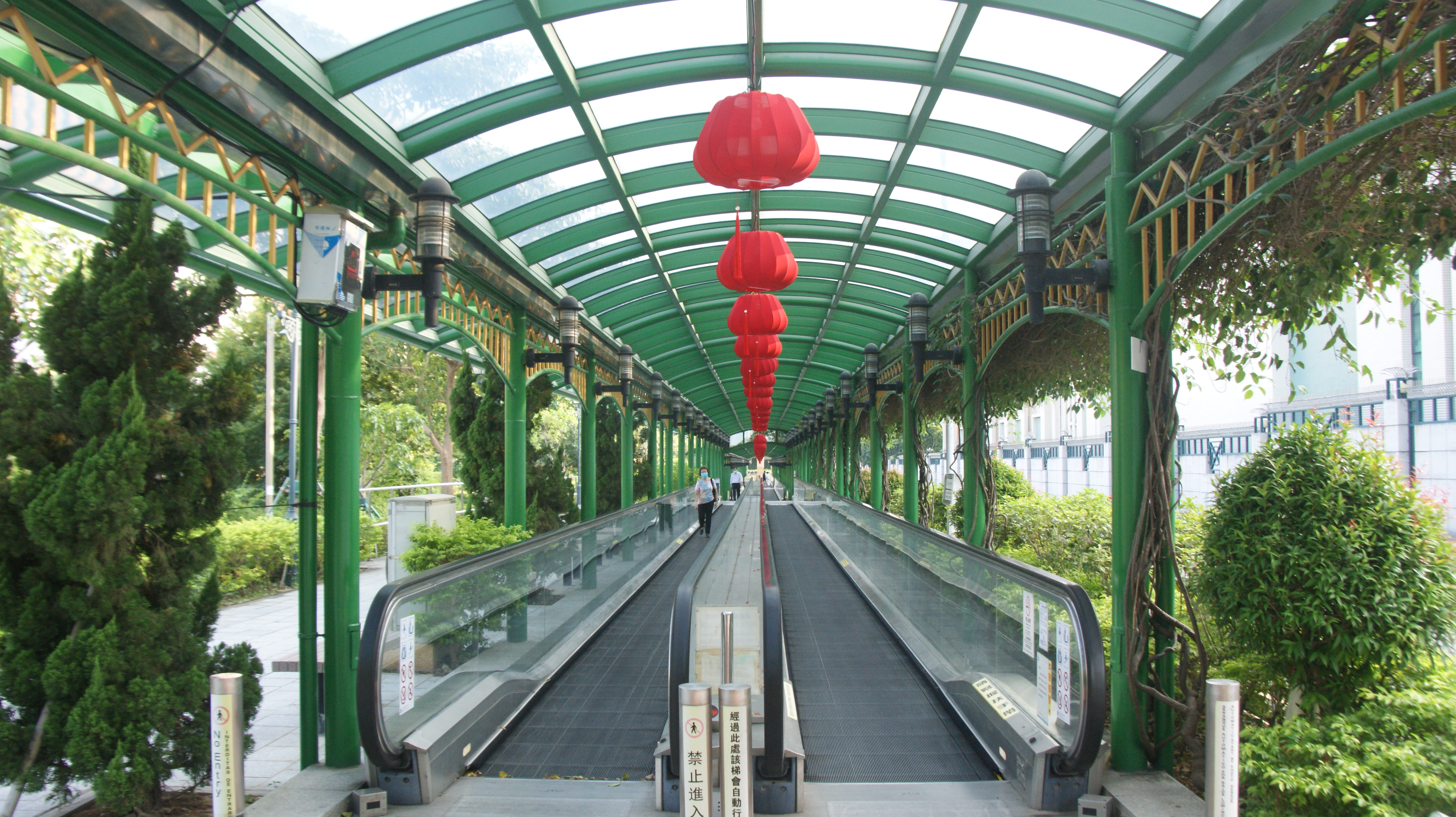
自動步行系統走廊內部

2010年12月15日，澳門特別行政區政府宣佈完成連接氹仔舊城區與路氹城之步行系統的設計工作，並於同日起公開招標，項目設計全長350米，於一段望德聖母灣街進行建設，政府計劃於2011年1月14日開標，並爭取於2011年第二季動工興建。
2011年1月14日，工程進行開標，共有17間公司遞交標書文件。經開標程序後，有17公司的標書獲接納，但其中1間公司需要在限期內補交文件。工程造價由澳門幣44,469,485.6至57,211,274.93，工期由190天至200天。工程預計於上半年開始動工，可創造大約90個就業機會。
2011年5月，政府宣佈中標結果，當中出價第二低的新基業工程公司以四千五萬四十多萬元、工期一百九十八天（約六個半月）等條件奪得工程，於第三季動工。工程期間出現延誤，超出期限接近一半，建設辦解釋因動工期間遭遇下雨天氣，以及「不可抗逆情況」如颱風等，故工期才需這樣長的時間，屬「一些合理的延期」。 
2012年4月3日，全長約350米的望德聖母灣大馬路步行系統建設接近竣工，並投入試運行，建設發展辦公室於當天下午邀請傳媒採訪和試行步行系統，並同步開放供市民及旅客使用。建設辦職務主管許震邦表示，主要視乎相關機械設備以至整個系統實際運作情況正常與否，再去確定試運期長短。
2012年4月4日，政府宣佈建造工程接近竣工，系統已投入試運行。

## 系統組成
建設發展辦公室於公佈招標當天即2010年12月15日發出新聞稿，介紹該步行系統和橫跨望德聖母灣大馬路行人天橋的設計，指出該步行系統地點橫跨望德聖母灣街及望德聖母灣大馬路，由升降機、水平輸送帶、電動手扶梯、平路及樓梯組成，全長約350米。步行系統設計分為兩段，在望德聖母灣街之一段設於地面，該段步行系統由四組雙向來回水平輸送帶組成，並設置自然採光的上蓋，兩旁分別設有行人道及綠化帶以供選擇步行之用。而望德聖母灣街及望德聖母灣大馬路交界位置之一段架空行人天橋橫跨望德聖母灣大馬路，兩個上落點均設有升降機、電動手扶梯及樓梯，方便公眾使用。

## 運作時間
除行人天橋兩部連接的升降機外，扶手電梯及自動步行運輸帶運作時間為上午6時至凌晨12時。而輸送帶的運作亦有分段式，可因應一般及長時間沒被使用，去調節至慢步甚至停止狀態，減少能源消耗。

## 交通

### 巴士
T366 望德聖母灣馬路／紅樹林（Est. Baia N. S. Esperança／Mangal）
路線：25B、25BS、26A、35、51A、MT1、MT3
T394 新城大馬路／威尼斯人（Av. Cidade Nova / Venetian）
路線：51A、71S、72、701X
T395 新城大馬路／銀河（Av. Cidade Nova / Galaxy）
路線：51A、72

### 輕軌
█  氹仔線排角站（步行約5分鐘）

## 鄰近地點
- 十字花園
- 龍環葡韻
- 氹仔官也街
- 澳門威尼斯人
- 澳門銀河

## 相關資料
1. ↑  . 澳門記憶. 2020-09-23  [2022-10-07]. （原始内容存档于2022-10-08）.
2. 1 2  . 澳門特別行政區新聞局. 2010年12月15日  [2022年10月7日]. （原始内容存档于2022年10月9日）.
3. 1 2  . 澳門特別行政區新聞局. 2011年1月15日.
4. 1 2 3  . 正報. 2012-04-04  [2022-10-07]. （原始内容存档于2022-10-25）.
5. ↑  . 澳門特別行政區新聞局. 2012年4月4日  [2022年10月7日]. （原始内容存档于2022年10月11日）.
6. ↑  . 澳門雜誌 (136).   [2023-04-25]. （原始内容存档于2023-04-25）.

## 外部連結
- 公共建設局 - 望德聖母灣大馬路步行系統建造工程 （页面存档备份，存于）